# Oq Saroy
Der Oqsaroy (usbekisch „Weißer Palast“) war der Palast des turko-mongolischen Eroberers Timur (1336–1405) in der usbekischen Stadt Schahrisabz. Vom ursprünglichen Bau ist nur die heutige Ruine erhalten.

## Beschreibung

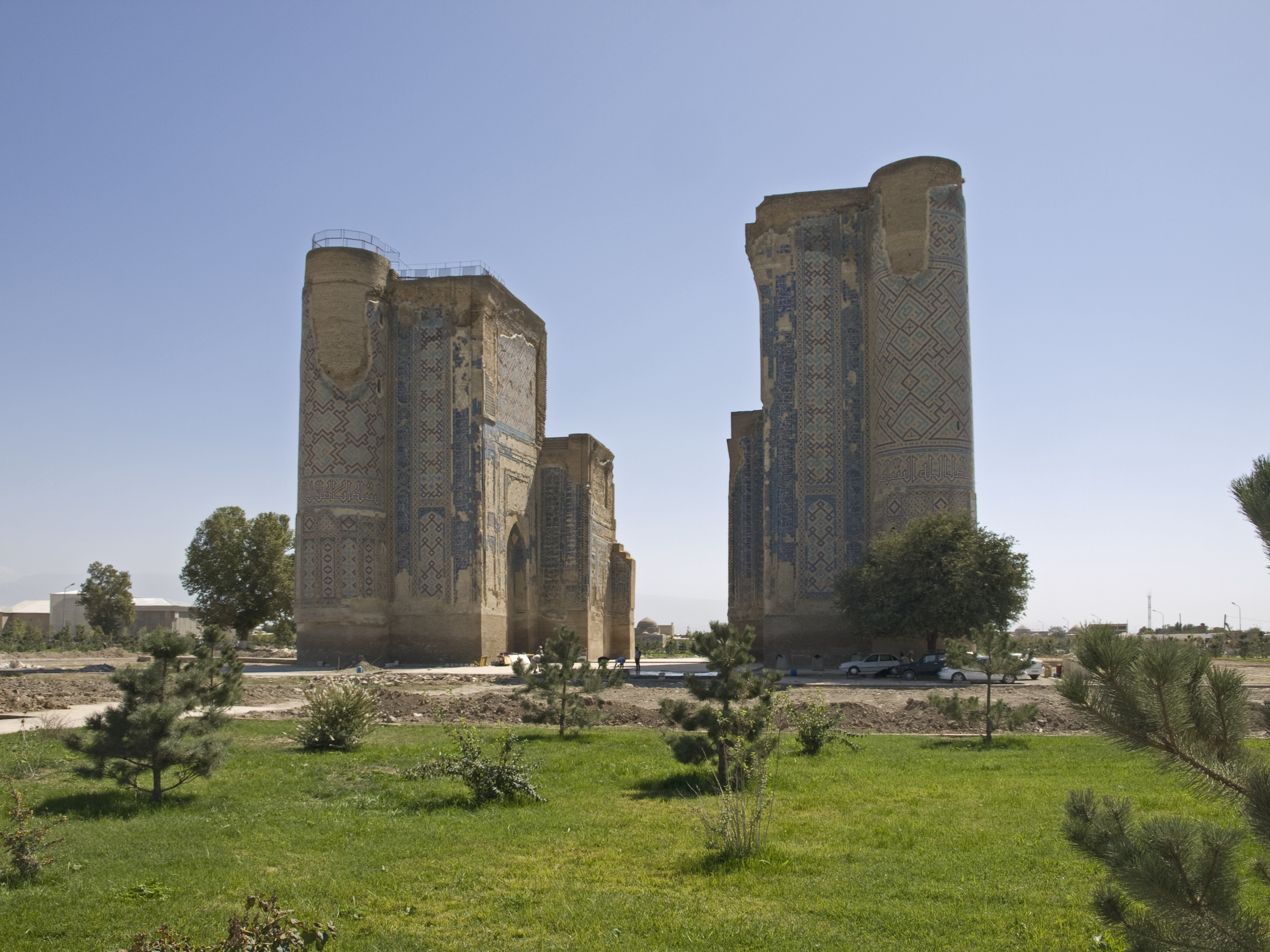
Oqsaroy, Rückseite

Timur wurde in der Nähe von Kesch geboren, wie Schahrisabz damals hieß, und wollte die Stadt anstelle von Samarkand zur Hauptstadt seines Reiches ausbauen. Daher ließ er hier einen gewaltigen Palast errichten. Der Bau wurde 1380 begonnen und dauerte 24 Jahre bis 1404, kurz vor Timurs Tod.
Im 16. Jahrhundert wurde die Stadt Shahrisabz und mit ihr auch der Oqsaroy von Abdullah II., dem Emir von Buxoro zerstört. Nach der Unabhängigkeit Usbekistans wurden 1994–1998 Konservierungsarbeiten durchgeführt. Auf dem ursprünglichen Gelände des Palastes wurde eine Kolossalstatue von Timur auf einem hohen Sockel errichtet.
Die Reste des Palastes liegen im Norden des historischen Zentrums von Shahrisabz in einem Park nahe dem Nordtor in der Stadtmauer. Erhalten sind vor allem Reste der 38 Meter hohen Pylone des ehemaligen Portals, dessen Gewölbe eine Spannweite von 22 Metern hatte. Die Fassade ist mit großflächigen Mustern aus ockerfarbenen und dunkelblau und hellblau glasierten Ziegeln verziert. Ein Schriftband zeigt die Inschrift "Gott verlängere die Tage des Sultans."
Der von Arkaden umgebene Haupthof des Palastes mit einem Wasserbecken war 120 – 125 m breit und 240 – 250 m lang. Er war von Gebäuden umgeben, von denen eines sechs Stockwerke hoch gewesen sein soll. Die Anzahl und Größe weiterer Höfe kann aufgrund der Zerstörungen des 16. Jahrhunderts nicht mehr festgestellt werden.